# Зелена странка
Зелена странка је формално организована политичка странка заснована на принципима зелене политике, као што су социјална правда, екологија и ненасиље.
Зелени верују да су та питања инхерентно повезана једни с другима као темељ за светски мир. Зелене партијске платформе обично прихватају социјалдемократске економске политике и стварају коалиције са другим левичарским странкама. Зелене странке постоје у скоро 90 земаља света док су многе партије и чланови Глобалних зелених.

## Историја
Политичке странке које су водиле кампање на претежно еколошкој платформи настале су почетком 1970-их година у разним деловима света.
Прве светске политичке странке које су водиле кампању на претежно еколошкој платформи биле су Уједињена група за Тасманију која се такмичила на државним изборима у априлу 1972. у Тасманији у Аустралији и Странка вредности на Новом Зеланду, која се такмичила на општим изборима на Новом Зеланду у новембру 1972. Њихова употреба назива "зелени" потиче од "зелених забрана" односно од аустралијског покрета грађевинских радника који су одбили да граде на местима од културног и еколошког значаја.
Прва зелена странка у Европи била је Народни покрет за животну средину, основана 1972. године у швајцарском кантону Нешател. Прва национална зелена странка у Европи била је ЉУДИ, основана у Уједињеном Краљевству фебруару 1973. године, која се на крају претворила у Еколошку странку, а потом и у Зелену странку. Неколико других локалних политичких група основано је почетком 1970-их година, а Фонс Спрангерс је вероватно био први зелени градоначелник на свету, изабран 1970. године у Мир-у и био је активан члан Фламанских зелених све до 2020. године. Чини се да је прва политичка странка која је користила назив "Зелена" је Доња Саксонска „Зелена листа за заштиту животне средине“, основана 1. септембра 1977.
Прва зелена странка која је постигла национални значај била је Немачка странка зелених, позната по свом противљењу нуклеарној енергији, као и анти-централистичкој и пацифистичкој вредности традиционалних за зелене. Основани су 1980. године и током њиховог постојања неколико година су провели у коалиционим владама на државном нивоу. Били су у савезној влади са Социјалдемократском партијом Немачке у такозваном савезу Црвено-зелених од 1998. године до 2005. године. 2001. године су постигли споразум о укидању ослањања на нуклеарну енергију у Немачкој и договорили се да остану у коалицији и да подржавали су владу канцелара Герхарда Шредера у авганистанском рату 2001. године. То их је довело у сукоб са многим зеленим странкама широм света.
У Финској је 1995. Финска странка зелених била прва европска странка Зелених која је била део националног кабинета. Остале зелене странке које су учествовале у влади на националном нивоу укључују Groen! (раније Агалев) и Ecolo у Белгији, Зелени у Француској и Зелена странка у Ирској. У Холандији је Зелена левица била основана 1990. године од четири мале левичарске странке и сада је стабилна фракција у холандском парламенту. Аустралијски зелени подржали су владу лабуриста из реда лабуриста од 2010. до 2013. године и учествовали су у неколико државних влада.
Широм света појединци су основали многе зелене странке током последњих тридесет година. Зелена заступљеност постоји на националном, регионалном и локалном нивоу у многим земљама широм света. Већина зелених партија формирана је да победи на изборима, и тако се организују по представљеним изборним или политичким окрузима. Али то не важи универзално: Зелена партија Аљаске организована је по биорегионалним линијама ради практиковања биорегионалне демократије.

## Зелене странке

### Аустралија и Океанија
Зелене странке оствариле су националну или државну парламентарну заступљеност на Новом Зеланду, Аустралији и Вануату. На Новом Зеланду, Зелена странка Аотеароа тренутно има 10 места у новозеландском Представничком дому након општих избора 2020. Аустралијски зелени заузимају 10 места у аустралијском Сенату и једно место у аустралијском представничком дому. Од 2004. на свим савезним изборима су добили више гласова од било које друге треће странке. Такође имају представништво у горњем и доњем дому државних парламената пет држава и у једнодомном већу једне територије. Зелени такође имају представничке положаје у локалној управи широм Новог Зеланда и Аустралије (где један број локалних власти контролишу зелени одборници). Зелени су 2010. године преузели седиште Мелбурна од Аустралијске лабуристичке странке са кандидатом Адамом Бендтом. Ово је први пут да су зелени освојили место у Доњем дому на општим изборима (иако су претходно освојили два места на допунским изборима).
Пропорционална заступљеност у аустралијском Сенату и на Новом Зеланду ојачала је положај аустралијских Зелених и Зелене странке Новог Зеланда и омогућила им да директно учествују у законодавним телима и одборима за доношење политика. У земљама које следе британски стил избора, зелене странке се суочавају са препрекама у стицању савезних или покрајинских, регионалних или државних места.
На изборима за Аустралијску престоничку територију у Аустралији 2008. године, Зелени су освојили 15,6% гласова, освојивши 4 од 17 места. Шејн Ретенбури је био изабран за председавајућег скупштине. Међутим, задржали су само једно место на изборима 2012. године на истој територији.
Зелена конфедерација у Вануатуу освојила је 3 од 52 места на последњим општим изборима у октобру 2012 године. Њихов најистакнутији члан је Моана Калосил, ко је постао премијер у марту 2013.
Постоји странка Зелених Папуе Нове Гвинеје, али она нема ниједног члана у парламенту. На кратко је постојала Зелена странка на Фиџију од 2008. до 2013; пошто је војни режим у то време суспендовао Парламент, странка није могла да учествује ни на једном избору пре него што су све странке одјављене 2013.

### Европа
После вишегодишње сарадње између националних зелених партија, формирали су паневропски савез која је ујединила већину европских зелених партија. Зелени су странка у Европском парламенту са 46 места од јуна 2009. године. Имају дугогодишњи савез са Европском слободном алијансом (ЕФА) као нпр. са Шкотском националном странком. Заједно Европска странка зелених-ЕФА има 58 места и четврта је по величини странка у Европском парламенту.
Иако у многим питањима европски зелени спроводе исте политике, једно питање дели европске зелене странке: Европска унија. Неке зелене странке, попут холандске Зелене левице, зелене партије Енглеске и Велса, швајцарске Зелене странке, Ирске зелене странке и Немачке алијансе 90 / Зелени, су проевропске, док су неке, попут Зелене странке у Шведској су умерено евроскептичне.
Неке зелене странке биле су део владајућих коалиција. Прва је била Финска зелена лига која је ушла у владу 1995. године. Италијанска федерација зелених, Француски зелени, Немачка алијанса 90 / Зелени и обе белгијске зелене странке, француски Ecolo и холандски Агалев били део владе током касних 1990-их. Најуспешнија је била Летонска странка зелених, која је 2004. године обезбедила премијера Летоније. Шведска странка зелених била је дугогодишњи присталица владе социјалдемократске мањине до избора 2006. када је социјалдемократска странка изгубила. Ирска странка зелених тренутно је у влади, ушавши у коалицију са Фијаном Фол и Фијаном Гејл у јуну 2020. године, са три места у кабинету. Претходно је била у коалиционој влади са Фијаном Фол од 2007. до јануара 2011. када је странка повукла подршку владајућој коалицији.
У Скандинавији су левичарске социјалистичке странке формирале Нордијски савез зелене левице. Ове странке имају исте идеале као и европски зелени. Међутим, они не сарађују са Глобалним зеленим или Европским зеленим, већ уместо тога формирају комбиновану парламентарну групу са Странком европске левице, која уједињује комунисте и посткомунисте. Постоји један изузетак, 2004. европосланик Данске социјалистичке народне партије напустио је нордијску посланичку групу Зелена левица и придружио се зеленој парламентарној групи у Европском парламенту. Социјалистичка народна партија тренутно је посматрач у Европској странци зелених и Глобалним зеленим. Изван Скандинавије, Летонија је 2004. године постала прва држава на свету која је зеленог политичара поставила шефом владе, али је 2006. странка Зелених добила само 16,71% одсто гласова. На парламентарним изборима у Естонији 2007. године, естонски зелени освојили су 7,1% одсто гласова и мандат за шест места у парламенту земље, Риигикогу. Остали значајни изборни резултати за европске зелене странке укључују немачку алијансу 90 / Зелени на савезним изборима 2002. године и француску Европу Екологија - Зелени на парламентарним изборима 2012. године, на којима су обојица освојили више места него било која трећа странка.
У неким земљама зеленим је било тешко да добију било какву заступљеност у националном парламенту. За то се могу наћи три разлога. Обухвата земље са првом прошлошћу након изборног система, попут Уједињеног Краљевства. Међутим, упркос првом прошлом поштанском систему у Уједињеном Краљевству, Странка зелених Енглеске и Велса освојила је своје прво место у Дому комуна када је Каролин Лукас освојила место Брајтон Павиљон у 2010. Шкотски зелени су имали успеха у делегирани шкотски парламент, док је странка Зелених Северна Ирска имала успеха у делегираној Скупштини Северне Ирске и локалним изборима на којима се не користи систем прве прошлости. У земљама у којима је странка са сличним идеалима јача, попут Норвешке и Данске, странке Зелених имају тенденцију да постигну лошији учинак. У неким источноевропским земљама, попут Румуније и Пољске, зелене странке су још увек у процесу формирања и због тога нису стекле довољну подршку. Странка зелених Бугарске део је левичарске коалиције за Бугарску, која је тренутно у опозицији. Нема парламентарно представништво, али је обезбедио једног заменика министра у влади премијера Сергеја Станишева од 2005. до 2009. године.

### Зелене странке у Србији
- Зелени Србије, основана 2007. године.
- Зелена странка, основана 2014. године.